# Maxim Rodshtein
Maxim Rodshtein (ur. 19 stycznia 1989 w Leningradzie) – izraelski szachista, arcymistrz od 2007 roku.

## Kariera szachowa
Pierwszy sukces na arenie międzynarodowej odniósł w 1999 r. w Litochoronie, zdobywając tytuł wicemistrza Europy w kategorii do 10 lat. Drugi srebrny medal w ME juniorów zdobył w 2002 r. w Peniscoli (w kategorii do lat 14). W 2004 r. osiągnął w Heraklionie największy sukces w dotychczasowej karierze, zajmując I m. w mistrzostwach świata juniorów do 16 lat. W 2006 r. zdobył tytuły mistrza Izraela juniorów oraz seniorów.
Normy na tytuł arcymistrza wypełnił w Andorze (2006, dz. II m. za Igorem Chenkinem, wspólnie z m.in. Aleksandrem Delczewem i Kevinem Spraggettem), Tel Awiwie (2006, indywidualne mistrzostwa Izraela, I m.) oraz w Cappelle-la-Grande (2007, dz. VII m.)
Inne sukcesy w turniejach międzynarodowych odniósł m.in. w:
- Tel Awiwie (2003, dz. II m. za Talem Chajmowiczem, wspólnie z Awigdorem Bychowskim(inne języki)),
- Winterthurze (2004, dz. I m. wspólnie z Wadimem Małachatko, Martinem Neubauerem(inne języki), Albertem Vajdą(inne języki) i Aloyzasem Kveinysem)[5],
- Biel (2007, open, dz.II m. za Michaiłem Ułybinem, wspólnie z Leonidem Kritzem i Christianem Bauerem),
- La Massanie (2007, dz. I m. wspólnie z Branko Damljanoviciem i Salvadorem Gabrielem Del Rio Angelisem),
- Rijece (2010, mistrzostwa Europy, VIII m.)[6],
- Kopenhadze (2010, turniej Politiken Cup, dz. II m. za Pawło Eljanowem, wspólnie z Bartłomiejem Macieją i Konstantinem Łandą),
- Barcelonie (2010, turniej Sants, Hostafrancs i la Bordeta, I m.),
- Hoogeveen (2013, I m.).

Wielokrotnie reprezentował Izrael w turniejach drużynowych, m.in.:
- czterokrotnie na olimpiadach szachowych (w latach 2008, 2010, 2012, 2014); trzykrotny medalista: wspólnie z drużyną – srebrny (2008) i brązowy (2010) oraz indywidualnie – srebrny (2008 – na V szachownicy)[7],
- na drużynowych mistrzostwach świata (w roku 2010)[8],
- dwukrotnie na drużynowych mistrzostwach Europy (w latach 2007, 2011)[9],
- na olimpiadzie szachowej juniorów do 16 lat (w roku 2003)[10].

Najwyższy ranking w dotychczasowej karierze osiągnął 1 marca 2016 r., z wynikiem 2710 punktów zajmował wówczas 37. miejsce na światowej liście FIDE, jednocześnie zajmując 2. miejsce (za Borisem Gelfandem) wśród izraelskich szachistów.